# 中川秀政
中川秀政（日语：／ Nakagawa Hidemasa，1568年（永祿11年）—1592年11月27日（文祿元年10月24日））是日本戰國時代的武將，官職為右衛門尉。他是中川清秀的嫡子、中川秀成的哥哥。其妻是織田信長的女兒鶴姬。
早期與其父共仕織田信長。信長死後改奉羽柴秀吉（即後來的豐臣秀吉）為主君。1583年，父中川清秀在賤岳之戰中受到佐久間盛政的攻擊戰死，秀政繼承了家督的位置，領攝津國茨木城5萬石領地。1584年參加小牧長久手之戰、1585年參與四國征伐，因功受到秀吉的賞賜，移封播磨國三木城，加增13萬石俸祿。1587年率軍3千參加九州征伐，於2月5日出發，3月與細川忠興、堀秀政在筑前匯合作戰。
在1590年的小田原之戰中，秀政率領2千人於2月25日出發，3月29日參加韮山城的攻擊。這場戰役最終成為持久戰，一直持續到6月北條氏規投降為止。
1592年，中川秀政參加萬曆朝鮮戰爭，8月渡海來到京畿道的陽智一帶負責守備該地區。陰曆10月24日在水原附近鷹狩時遭到朝鮮民兵的包圍和襲擊而身亡，享年25歲。根據豐臣秀吉的規定，不是在戰場上被殺的武將，其家督之位是不能傳承的。中川秀政的死引起了侵略朝鮮日軍將領對自身安全的注意。然而中川家隱瞞了秀政之死的真實情況，聲稱他是戰死的，由弟弟秀成繼承其位。但秀吉最終得知了實情，大怒。但考慮到中川清秀是在賤岳之戰中陣亡的，因此將中川家的領地減半，仍然允許秀成繼承其位。
其弟中川秀成，是江戶時代豐後國岡藩的第一代藩主。
| 前任： 中川清秀 | 中川氏當主 1583年－1592年 | 繼任： 中川秀成 |